# Садово-Триумфальный сквер
Садово-Триумфальный сквер — сквер в Центральном округе Москвы, в Тверском районе.

## Название
Название сквера происходит от Садовой-Триумфальной улицы, которая, в свою очередь, получила название от Садового кольца и Триумфальной площади.

## Расположение
Расположен между Садовой-Триумфальной улицей и Оружейным переулком.

## История
Сквер разбит на месте домов, снесённых в 1980 году во время подготовки к Летним Олимпийским играм в Москве. Среди снесённых домов были: здание московского Попечительства о бедных духовного звания, дома Мосткова и Натан (до революции в них находились недорогие меблированные комнаты), а также дом Слетова (дом № 13, после революции — Институт судебной медицины).